# Homalotyloidea erginus
Homalotyloidea erginus är en stekelart som först beskrevs av Walker 1837.  Homalotyloidea erginus ingår i släktet Homalotyloidea och familjen sköldlussteklar. Arten är reproducerande i Sverige. Inga underarter finns listade i Catalogue of Life.